# Caragana przewalskii
Caragana przewalskii är en ärtväxtart som beskrevs av Antonina Ivanovna Pojarkova. Caragana przewalskii ingår i släktet karaganer, och familjen ärtväxter. Inga underarter finns listade i Catalogue of Life.